# İlayda Güner
İlayda Güner (Güngören, 5 novembre 1999) è una cestista turca.

## Carriera
Con la Turchia ha disputato i Campionati mondiali del 2018 e i Campionati europei del 2023.